# 拓跋觚
拓跋 觚（たくばつ こ、生年不詳 - 397年）は、北魏の皇族。秦愍王。

## 経歴
拓跋翰の子で、拓跋珪（後の道武帝）の同母異父弟として生まれた。若くして同父兄の拓跋儀とともに拓跋珪に従い、側近の侍衛をつとめた。390年（登国5年）、後燕に対する使者として立った。慕容垂は拓跋觚を抑留して拓跋珪に金銭の支払いを求めたため、拓跋珪は後燕との関係を断絶した。拓跋觚は部下の数十騎を率いて、監視役を殺して逃走したが、慕容宝に捕らえられ、中山に連れ返された。拓跋觚は学業に専心して、経書数十万言を音読したため、後燕の国人たちは皆彼を重んじた。397年（皇始2年）、拓跋珪が中山を攻撃すると、慕容麟が自立して拓跋觚を殺害した。拓跋珪は中山を平定すると、慕容麟の柩を暴いて、その遺体に斬りつけた。さらに拓跋觚を殺すようそそのかした高覇や程同らを一族とともに皆殺しにした。拓跋觚の遺体は改葬されて、秦愍王と追諡された。
子の拓跋夔が豫章王に封じられて拓跋觚の後を嗣いだ。

## 伝記資料
- 『魏書』巻15 列伝第3
- 『北史』巻15 列伝第3